# Karin Johannesson
Karin Maria Elisabeth Johannesson, född 8 december 1970 i Kroppa församling, Värmlands län, är en svensk präst och biskop i Uppsala stift sedan 2019.

## Akademisk karriär
Johannesson avlade teologie kandidatexamen vid Uppsala universitet 1994, och därefter filosofie kandidatexamen i praktisk och teoretisk filosofi vid samma lärosäte 1996. Parallellt med filosofistudierna antogs hon till forskarutbildning i religionsfilosofi, också den i Uppsala. Hon avlade teologie doktorsexamen 2002 efter att ha disputerat på avhandlingen Gud för oss: om den non-metafysiska realismen och dess konsekvenser för religionsfilosofins uppgift och natur.
Åren 2003–2019 var Johannesson verksam som universitetslektor i religionsfilosofi vid Uppsala universitet. Tidigare har hon även haft kortare undervisningsuppdrag vid dåvarande Högskolan i Karlstad och Ersta-Sköndal högskola. Hennes forskningsintresse har bland annat rört förhållandet mellan människosyn och spiritualitet inom karmelitisk respektive luthersk tradition, relationen mellan kyrka och akademi samt luthersk teologi och etik. Johannesson har tillhört advisory board för International Journal of Philosophy and Theology.
Karin Johannesson antogs som docent i religionsfilosofi 2015. Hon är medförfattare till ett flertal böcker i vetenskaplig metod, och har även varit studierektor med pedagogisk inriktning.

## Kyrklig karriär

### Präststudier och prästvigning
Karin Johannesson antogs som prästkandidat för Karlstads stift 1989, men fullföljde sin prästutbildning vid Johannelunds teologiska högskola först 2010. Under studie- och forskarstudietiden hade hon ett flertal kortare uppdrag för Karlstads stift, och innehade venia i stiftet 1990–2003. Åren 2004–2006 var hon projektledare för en fortbildning inom teologisk reflektion för stiftets präster och diakoner, med kulmen i präst- och diakonmötet 2006.
Efter att ha avlagt prästexamen prästvigdes Karin Johannesson i Karlstads domkyrka av biskop Esbjörn Hagberg 2010. Hennes missivförsamling var Hagfors-Gustav Adolfs församling. Hösten 2013 blev hon komminister i Övre Älvdals församling, där hon bland annat varit verksam som skidpräst.

### Biskopskandidat
Johannesson var kandidat i biskopsvalet i Västerås stift 2015 och biskopsvalet i Karlstads stift 2016. Hon gick vidare till andra valomgången vid båda tillfällena, men slutade som tvåa.
I biskopsvalet i Uppsala stift 2018 hölls den första valomgången den 16 oktober. Totalt fem kandidater ställde upp, och Karin Johannesson vann valomgången med 44 % av rösterna. För att väljas till biskop krävs dock minst 50 % av rösterna, varför en ny valomgång hölls den 6 november mellan Johannesson och kyrkoherde Karin Sarja. Karin Johannesson valdes då till ny biskop i stiftet med 60,1 % av rösterna.
Vid ärkebiskopsvalet 2022 kom Johannesson på fjärde plats. 

### Biskop i Uppsala stift
Karin Johannesson vigdes till biskop av ärkebiskop Antje Jackelén den 3 mars 2019, och installerades samma dag som biskop i Uppsala stift. Hon efterträdde Ragnar Persenius. Inför vigningen presenterades hennes valspråk som biskop: "Kristus förkunnar vi". Hennes vapensköld återger en kalk av silver med uppväxande lilja av guld, på en blå sköld. Symbolerna är hämtade från sankt Johannes och sankta Katarina av Siena.

## Privatliv
Karin Johannesson är dotter till  Rolf Johannesson och Elisabeth Ferrmark Johannesson. Hon är uppvuxen i Filipstad och tog studenten vid Spångbergsgymnasiet 1989. Hon är Vasaloppsveteran, vilket innebär att hon åkt Vasaloppet eller Öppet spår minst 30 gånger.

### Böcker på svenska
- 2001 – Till alla som tycker att livet är en öken. ISBN 91-526-2844-2
- 2002 – Gud för oss. Om den non-metafysiska realismen och dess konsekvenser för religionsfilosofins uppgift och natur. Doktorsavhandling ISBN 9172350245
- 2009 – OSA – tankar om livet. Mejlsamtal mellan biskopen Esbjörn Hagberg och religionsfilosofen Karin Johannesson. ISBN 978-91-977776-1-2
- 2011 – Motståndets möjligheter. Filosofiska repliker till Eberhard Herrmann. Medredaktör. ISBN 978-91-7217-091-9
- 2014 – Helgelsens filosofi. Om andlig träning i luthersk tradition. ISBN 978-91-526-3585-8
- 2017 – Reformation i fem rum. ISBN 9789152636688
- 2018 – Thérèse och Martin. Karmel och reformationen i nytt ljus. ISBN 9789177770497
- 2018 – Filosofiska metoder i praktiken. Medredaktör. ISBN 9789151303642
- 2020 – På kammarn. Andlig återhämtning med biskop Karin. ISBN 9789173155861
- 2021 – Förnuft och religion. Filosofiska undersökningar. Medredaktör. ISBN 9789177771685
- 2022 – Kristus förkunnar vi. Så motverkas kyrkans inre sekularisering. Herdabrev. ISBN 9789173156325
- 2022 – Andlig boning åt Gud. Tillsammans med Anders Arborelius. ISBN 9 789173 156165

### Artiklar på svenska (i urval)
- 2002 – "Gud". Ingår i Unga filosofer. ISBN 91-27-70666-4
- 2003 – "Inklusivitet och metaforer. Förslaget till ny kyrkohandbok för Svenska kyrkan". Ingår i Makt och religion i könsskilda världar. ISSN 0280-5723
- 2006  – "Första, andra tredje? Om risken för vetenskaplig stagnation". Ingår i Var, hur och varför? Reflektioner om bibelvetenskapen. Festskrift till Inger Ljung. ISBN 915546723-7
- 2007 –  "Anything goes - utom det politiskt inkorrekta?" Ingår i När religiösa texter blir besvärliga. Hermeneutisk-etiska frågor inför religiösa texter. ISBN 91-7402-366-7
- 2008 – "Att tala sanning som predikant". Årsskrift för teologiska föreningen i Uppsala. ISSN 1653-8110.
- 2008 – "Mötet med den enskilda konfirmanden". Ingår i Dela liv. Inspiration och fördjupning i konfirmandarbetet. ISBN 9789152631355
- 2008 – "Kön och bön". Svensk teologisk kvartalskrift. ISSN 0039-6761.
- 2009 –  "Konfessionell religionsvetenskap – vad är det?". Ingår i Kritiska tänkanden i religionsvetenskapen.ISBN 9 789157 805430
- 2009 – "Brudar, kosmonauter, riddare och sportfantaster: Tro, gudstjänst och vardagsliv i Svenska kyrkans konfirmandverksamhet". Årsbok för svenskt gudstjänstliv. ISSN 1101-7937.
- 2010 – "Filosofiska är vi allihopa". Ingår i Religionsfilosofisk introduktion. Existens och samhälle. ISBN 978-91-526-3297-0

- 2011 – "Påståenden, religion och vetenskap". Ingår i Motståndets möjligheter. Filosofiska repliker till Eberhard Herrmann. ISBN 978-91-7217-091-9
- 2013 – "Luften är fri. Om akademi, teologi och kyrka". Ingång. ISSN 1401-8616.
- 2018 – "Kommentar till CA art. 18-19". Ingår i Confessio Augustana. ISBN 978-91-984337-3-9
- 2018 – "Vad menas med kyrkans sekularisering? En filosofisk inventering av tankefigurer och skilda begreppsdefinitioner". Ingår i Inomkyrklig sekularisering. ISBN 978-91-7601-999-3
- 2019 – "'Och tröstar bedrövade hjärtan' – tankefigurer i Gunnar Wemans griftetal". Ingår i Och hela folket sade Amen. Perspektiv på gudstjänst och kyrka: Festskrift till ärkebiskop emeritus Gunnar Weman. ISBN 9789175808420

- 2020 – "Teologi för andligt ledarskap". Ingår i Kyrkligt ledarskap i organisationsteoriernas värld. ISBN 978-91-526-3838-5
- 2020 – "Tradition och kritiskt tänkande". Ingår i Tradition, rättvisa och döden. Essäer om det begripliga. ISBN 978-91-519-6056-2
- 2023 – "På jakt efter en skapelseförankrad kristologi. Outnyttjade möjligheter i John Cullbergs religionsfilosofi". Ingår i John Cullberg. Biskop, religionsfilosof och samtidskritiker. ISBN 9 789177 772361